# سيدني دريل
سيدني ديفيد دريل (بالإنجليزية: Sidney David Drell) (ولد في 13 سبتمبر عام 1926 - 21 ديسمبر 2016) وهو عالم أمريكيون في الفيزياء النظرية وخبير في التحكم بالاسلحة. وهو أستاذ متفرغ في مركز ستانفورد للتسارع الخطي بالانجليزية (Stanford Linear Accelerator Center)وزميل بمعهد هوفر التابع لجامعة ستانفورد. دريل مساهم مشور في مجال الكهروديناميكا الكمية وفيزياء الجسيمات عالية الطاقة. وتم تسمية عملية دريل-يان (Drell–Yan process) نسبة إليه.

## السيرة الذاتية
حصل دريل على الدكتوراة من جامعة الينوي عام 1949. وشارك في تاليف كتب «ميكانيكا الكم النسبية» و «حقول الكم النسبية» ("Relativistic Quantum Mechanics" and "Relativistic Quantum Fields") مع جيمس بيوركن. عمل دريل كمستشار عمي للحكومة الامريكية، كما أنه عضو مؤسس في مجموعة جيسون لاستشارة الدفاع. كما أنه أحد أعضاء مجلس إدارة لوس الاموس للأمن القومي، والشركة التي تدير معمل لوس الاموس القومي. كما أنه خبير في مجال التحكم بالاسلحة النووية وساهم في تاسيس مركز الأمن الدولي والتحكم في السلاح، والان مركز الأمن الدولي والتعاون. وهو زميل بمعهد هوفر بجامعة ستانفورد وعازف كمان بارع. وهو متفرغ في معهد الدراسات العليا في برينستون، نيو جيرسي.
سيدني دريل هو والد برسيس دريل (Persis Drell)، عميد كلية الهندسة بجامعة ستانفورد.

## الجوائز والتكريمات
- عضو الأكاديمية الوطنية للعلوم (1969) [7]
- زميل بالأكاديمية الأمريكية للفنون والعلوم (1971)[8]
- جائزة هاينز السنوية الحادية عشر في السياسة العامة[9]
- جائزة انريكو فيرمي، عام 2000
- قلادة العلوم الوطنية، عام 2011 (مقدمة من الرئيس باراك اوباما في فبراير 2013)